# Krystyna Wazówna
Krystyna z dynastii Wazów (ur. 8 grudnia 1626 r. w Sztokholmie, zm. 19 kwietnia 1689 r. w Rzymie) – królowa Szwecji w latach 1632–1654.

## Życiorys
Była jedynym dzieckiem Gustawa II Adolfa i jego żony – Marii Eleonory Brandenburskiej, które przeżyło wiek niemowlęcy. Krystyna była ostatnią przedstawicielką dynastii Wazów na tronie szwedzkim. Od jej wstąpienia na tron faktyczną władzę sprawował w jej imieniu kanclerz Axel Oxenstierna. Jako władczyni przyczyniła się do zakończenia wojny trzydziestoletniej oraz likwidacji państwa pomorskiego, dzięki czemu jako pierwsza władczyni w dziejach Szwecji przyjęła pomorskie tytuły książęce: Szczecina, Pomorza i Kaszub. 

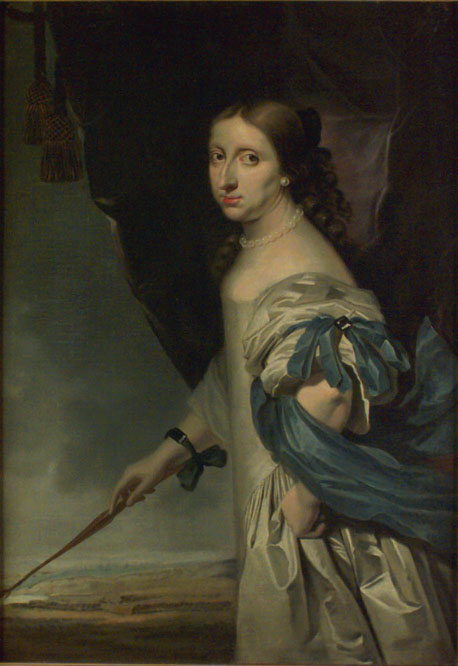
Królowa Krystyna – portret Abrahama Wuchtersa

Jako sześciolatka Krystyna została następczynią Gustawa Adolfa po jego śmierci w 1632 r. Osiemnastoletnia Krystyna władzę nad Szwecją przejęła w grudniu 1644 r. Wstępując na tron, obiecała poślubić swego ciotecznego brata, syna przyrodniej siostry Gustawa Adolfa – Karola Gustawa, palatyna Dwóch Mostów, którego kanclerz Oxenstierna upatrzył sobie ze względu na jego wybitne zdolności wojskowe. W 1647 r. zniecierpliwione stany szwedzkie domagały się od królowej realizacji obietnicy i poślubienia Karola Gustawa, królowa jednak dała odpowiedź wymijającą. Dwa lata później Karol Gustaw przy poparciu Krystyny i szlachty, a wbrew niechętnej silnej władzy królewskiej magnaterii, ogłoszony został następcą tronu i dziedzicznym księciem Szwecji.
W 1650 r. doszło do jej uroczystej koronacji. W 1654 r. abdykowała na rzecz swego niedoszłego męża Karola Gustawa, a jedną z przyczyn abdykacji mogła być konwersja królowej na katolicyzm. Posądzano ją wtedy, że zechce odgórnie doprowadzić do rekatolicyzacji Szwecji. Nowym królem Szwecji został jej niedoszły małżonek, palatyn Dwóch Mostów, który panował w Szwecji jako Karol X Gustaw.
Po abdykacji poniosła porażkę w staraniach o koronę wicekrólestwa Neapolu, zaś po abdykacji Jana Kazimierza zamierzała się starać o elekcję na króla Polski.
Była mecenasem nauki i sztuki. W 1649 r. zaprosiła Kartezjusza celem pobierania lekcji filozofii, chciała także korzystać z jego wskazówek przy tworzeniu szwedzkiej akademii nauk. Odbywające się o piątej nad ranem zajęcia i srogi północny klimat nie służyły długo filozofowi, zmarł po kilku miesiącach na zapalenie płuc. Jej dewiza brzmiała: Columna regni sapientia (Podporą władzy królewskiej jest mądrość).
W 1689 przekazała obszerne zbiory manuskryptów Bibliotece Watykańskiej. Została pochowana w Grotach Watykańskich u boku papieży w podziemiach bazyliki św. Piotra na Watykanie.
Jako niemowlę posądzano, że jest chłopcem. W dzieciństwie interesowała się zajęciami raczej uznanymi za chłopięce - jazdą konną, fechtunkiem czy polowaniami na niedźwiedzie. Jako dorosła, Krystyna zachowywała się jak mężczyzna, siedziała i jeździła jak mężczyzna, a jadła i przeklinała jak żołnierz. Ubierała się również po męsku przez większość życia. Zmieniło się to dopiero podczas jej pobytu w Rzymie. Sama Krystyna pisała o sobie w pamiętnikach nawiązując do androgyniczności.
Najbliższą jej przyjaciółką była Ebba Sparre, z którą dzieliła „długotrwałą, intymną zażyłość”. Krystyna nazywała ją „Belle”, uważała za czarującą i spędzała każdą możliwą wolną chwilę z la belle comtesse. Dzieliła się swoimi emocjami, wychwalając piękno i umysł oraz przedstawiała Ebbę jako osobę, z którą sypia między innymi ambasador Anglii Whitelocke. Po wyjeździe ze Szwecji Krystyna pozostała w kontakcie ze Sparre, pisząc do niej listy pełne pasji i wyznań miłosnych. Współcześnie uważa się ją raczej za lesbijkę, choć historycy spierają się co do tego. Jej związki z kobietami były dość jawne, jak na tamte czasy, a do jej kochanek należały, oprócz Sparre, Gabrielle de Rochechouart de Mortemart, Rachel, kuzynka Diego Teixeira czy śpiewaczka Angelina Giorgino.

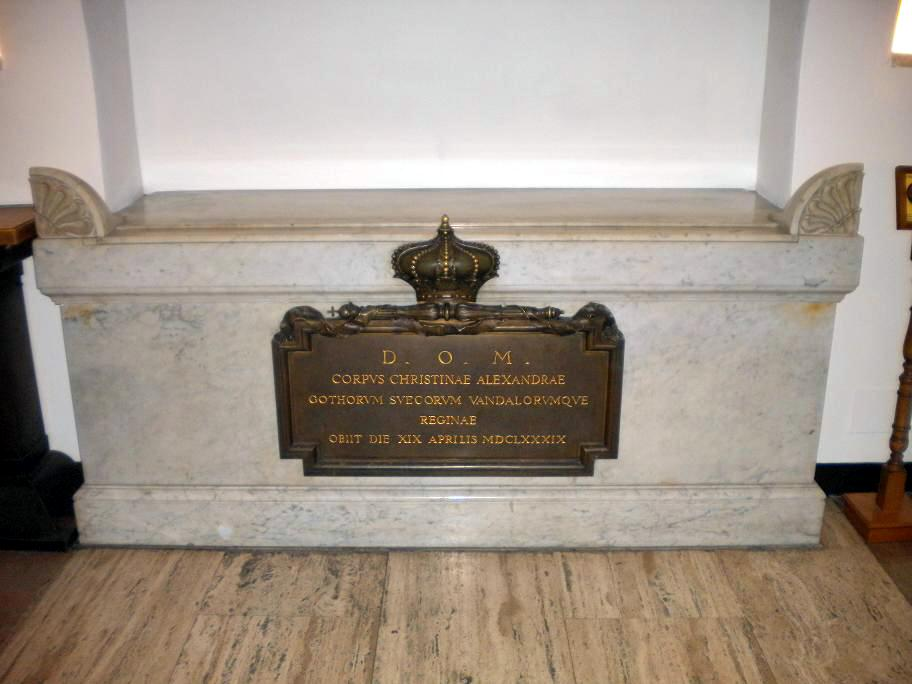
Sarkofag Krystyny Wazówny w Grotach Watykańskich

Przez całe życie była otwarta i tolerancyjna na inne religie i wielokrotnie starała się wspierać potrzebujących - od Żydów w Rzymie, przez protestantów w Hiszpanii.

## Odniesienia w kulturze
Losy Krystyny zostały swobodnie potraktowane w filmie Królowa Krystyna (1933, reż. Rouben Mamoulian) z Gretą Garbo w roli królowej, a jej romans z Ebbą stał się podstawą filmu Dziewczyna, która została królem. Na epizodzie z jej życia oparł swój dramat Aleksander Dumas.
W grze komputerowej Civilization VI Krystyna jest grywalną postacią i występuje jako głowa Królestwa Szwecji, obdarzona jest przydomkiem Minerwy Północy, co odnosi się do jej zainteresowania nauką i sztuką. Jej imperium otrzymuje liczne korzyści naukowo-kulturalne.